# Guérigny
Guérigny – miejscowość i gmina we Francji, w regionie Burgundia-Franche-Comté, w departamencie Nièvre.
Według danych na rok 1990 gminę zamieszkiwały 2414 osoby, a gęstość zaludnienia wynosiła 331 osób/km² (wśród 2044 gmin Burgundii Guérigny plasuje się na 82. miejscu pod względem liczby ludności, natomiast pod względem powierzchni na miejscu 1093.).

## Współpraca
Miejscowość partnerska:
- Meix-devant-Virton, Belgia